# ریچن
ریچن روستایی در  مرغاب از ولایت غور در کشور افغانستان است.